# コップランド
『コップランド』（原題：Cop Land）は、1997年にシルヴェスター・スタローン主演で製作されたアメリカ映画。スタローンが体重を増やし、それまでのイメージを覆すような、冴えない中年の保安官を演じたことで話題となった。

## あらすじ
ニュージャージー州ギャリソン郡は、川を挟んでマンハッタンを臨む静かな地域。郡内にはニューヨーク市警察(NYPD)の警官が数多く居住しており、NYPD警部補のレイがここに住む警官のまとめ役的存在となっている。そこはまさに警官の王国『Cop Land』であった。ギャリソン郡保安官事務所で保安官を務めるヘフリンはNYPDで働くことにずっと憧れを抱いているが、若い頃の事故で左耳の聴力に障害があり、NYPDの採用試験に何度も落ちていた。保安官事務所の仕事は些細な揉め事の処理や交通違反の取締りばかりで、日々の生活にやる気はなく、好きなことと言えばレコードを聴くことと、バーでピンボールに興じるぐらいだった。
ある日の夜、マンハッタンにあるバーでNYPDの警官によるパーティーが行われた。それに参加したレイの甥であるマレーは、ギャリソンの自宅へ戻るために自家用車で橋を渡っている途中に当て逃げにあう。マレーが容疑車両を追跡しはじめると、相手が銃のようなものをマレーへ向け、その直後に車のタイヤがパンクする。銃撃を受けたと思ったマレーは拳銃で相手の車を銃撃、銃弾を浴びた容疑車両は道の真ん中でスピンをして停車してしまい、それをかわしきれずにマレーは追突してしまう。
警察と消防、またレイらが現場に駆けつけた時、当て逃げの車に乗っていた二名は銃撃によって死亡していた。またマレーが銃だと思ったのは単なるハンドルロック（ハンドルを固定する盗難防止装置）で、パンクは偶然に過ぎなかったことがわかる。マレーは火事の家から赤ん坊を救い出してからは「スーパーボーイ」とあだ名されるNYPDのヒーローであり、その彼が起こしたこの不祥事は叔父であるレイにとっても無視できないものだった。レイは一計を案じ、未登録の銃を当て逃げの車から見つかったように見せかけ、マレーの違法な発砲と射殺をもみ消そうとする。だがそのもみ消しをしようとしているのに気づいた救急隊がこれに反抗、銃を川に投げ捨て、レイの部下らともみ合いになる。警官と救急隊の怒声で騒然とする現場に、突然レイの叫び声が響く。「マレーが川に飛び込んだ!」。全員がその声を聞き、あわてて川をサーチライトで照らしマレーの姿を追うが、そこには漆黒の川面が揺れているだけだった。
この問題を調査することになったNYPD内務調査班のティルディンは、マレーが本当は生きていて、レイが匿っているのではないかと疑っていた。元々彼はギャリソン郡と、そのギャリソン郡に住むレイを筆頭とする警官グループが組織的不祥事の温床であるとして、彼らの背後関係や金のやりとりなどを調査していたのだった。だが彼はギャリソン郡ではよそ者であり、また内務調査班は現場の警官から嫌われているため、郡内での調査は容易ではない。そこで郡に精通した保安官のヘフリンに、内密にレイらの調査を依頼する。

## 登場人物
- フレディ・ヘフリン保安官

ギャリソン郡の保安官。若い頃に橋から川へ車が転落する場に偶然居合わせ、運転手の女性リズを救助した。しかしその際に負傷をして、片耳に聴覚障害がある。ずっとNYPDに憧れているが、聴覚の問題から何度も採用試験に落ちている。覇気がなく、些細な揉め事ばかりを処理する仕事に対してはやる気が出ない。
- ゲリー・フィッグス刑事

ギャリソン郡に居住するNYPDの刑事。ギャリソン郡に住む他の警官と仲が悪い。フレディの友人。恋人と自宅で暮らしていたが、その家が火災により焼失し、恋人も焼死。以後、フレディの家に間借りすることに。フレディに対し、積極的に自分の問題に挑むように促す。実は麻薬の横流しをしている。
- レイ・ドンラン警部補

ギャリソン郡に住む警官たちの、実質的なまとめ役。つまり町の有力者。NYPDの方々に有力なコネがあり、市警でも幅を利かせている。警察官の組織的不正の中心人物ではないかと、内務調査局が長い間追っている人物。
- モー・ティルディン警部補

内務調査局の監察官。レイとは警察学校以来の古い馴染みだが、警官を捜査する内務調査局に移動したことで毛嫌いされている。レイが組織的不正の中心人物であると睨んでおり、彼を追っている。ギャリソン郡が不正の温床であるところまでは分かっているが、管轄外な上に田舎町で自分は目立つので、思うように捜査ができない。フレディに目をつけ、捜査に協力するように頼む。
- マレー・バビッチ巡査

レイの甥。火事のアパートから赤子を助けたことで、「スーパーボーイ」と呼ばれている。パーティ帰りに自分の車に当て逃げした車を追いかけるが、些細な誤解から乗員を銃殺してしまう。レイらが不祥事の揉み消しを行ったものの、救急隊が反発して失敗。川に飛び込んだと見せかけてレイに匿って貰うものの、事実を隠蔽することを企んだレイらに溺死に見せかけて殺されそうになる。事前にレイの妻である叔母から警告を受けていたので難を逃れるが、身内も頼れなくなり行き場を失う。
- ジョーイ・ランドーン巡査

ギャリソン郡に住む警官。妻は、かつてフレディが助けた水没車の運転手だったリズ。ゲリーとは仲が悪いが、フレディとは親しい間柄。レイの妻と不倫している。レイらがマレーを消そうとしていると知ってしまい、そのことに対して強い反感を露にする。その態度からレイはジョーイが裏切るのではないかと思い、彼の任務中に故意の不作為を行う。

## キャスト
| 役名                 | 俳優                       | 日本語吹替 | 日本語吹替   |
| 役名                 | 俳優                       | ソフト版   | 日本テレビ版 |
| -------------------- | -------------------------- | ---------- | ------------ |
| フレディ・ヘフリン   | シルヴェスター・スタローン | 玄田哲章   | 玄田哲章     |
| レイ・ドンラン       | ハーヴェイ・カイテル       | 大塚周夫   | 石田太郎     |
| ゲリー・フィッグス   | レイ・リオッタ             | 大塚芳忠   | 鈴置洋孝     |
| モー・ティルディン   | ロバート・デ・ニーロ       | 津嘉山正種 | 小川真司     |
| ジョーイ・ランドーン | ピーター・バーグ           | 後藤敦     | 檀臣幸       |
| シンディ・ベッツ     | ジャニーン・ガラファロー   | 津田真澄   | 火野カチコ   |
| ジャック・ラッカー   | ロバート・パトリック       | 石塚運昇   | 岩崎ひろし   |
| マレー・バビッチ     | マイケル・ラパポート       | 成田剣     | 家中宏       |
| リズ・ランドーン     | アナベラ・シオラ           | 相沢恵子   | 日野由利加   |
| ビル・ゲイサー       | ノア・エメリッヒ           | 諸角憲一   | 内田直哉     |
| ローズ・ドンラン     | キャシー・モリアーティ     | 野沢由香里 | 佐藤しのぶ   |
| レオ・クラスキー     | ジョン・スペンサー         | 田原アルノ | 糸博         |
| ラザロ               | フランク・ヴィンセント     | 北川勝博   | 岡部政明     |
| カーソン             | マリク・ヨバ               | 長島雄一   | 天田益男     |
| フランク・ラゴンダ   | アーサー・J・ナスカレッラ  | 水野龍司   | 堀勝之祐     |
| パータ               | イーディ・ファルコ         | 野沢由香里 | 宮寺智子     |
| ションデル           | メソッド・マン             | 塩屋翼     | 辻親八       |
| モニカ               | メル・ゴーラム             |            | 林佳代子     |
| マイク               |                            |            | 咲野俊介     |
| 牧師                 |                            | 田原アルノ | 藤本譲       |

- ソフト版

その他の声の出演：大黒和広、黒田弥生、田坂秀樹、寺内よりえ、荻原秀樹、津村まこと、遠藤純一
プロデューサー：内田正二、演出：蕨南勝之、翻訳：税田春介、録音・調整：山下裕康、音響制作：中西真澄、米屋林太郎、制作：プロセンスタジオ
- 日本テレビ版：初回放送2000年5月19日『金曜ロードショー』

その他の声の出演：中田和宏、水野龍司、石波義人、永迫舞、野沢由香里、小山武宏、松本大、鈴木正和、宮田幸季
演出：向山宏志、翻訳：久保喜昭、調整：菊池一之、効果：楽音舎、制作：プロセンスタジオ

## スタッフ
- 監督：ジェームズ・マンゴールド
- 製作：ケアリー・ウッズ、キャシー・コンラッド、エズラ・スワードロウ
- 脚本：ジェームズ・マンゴールド